# Ватага
Вата́га — слово, обозначало:
- дружная толпа, шайка, артель[2], временное или случайное товарищество, для работ, для понутья и прочего[1][3][4].
- артель рыбаков, по Волге, Днепру, Каспийскому и Чёрному морям[1].
- исторически сложившиеся на Волге и Каспийском море места ловли рыбы, где ранее рыболовецкими артелями оборудовали землянки, избы для житья, подвалы (вавилоны) с ледниками, пристань, помост на сваях под крышей (плот) и прочее[3] (также батага[5]).
- у казаков ватагой назывался глубокий[4], походный строй, колонна[1], при походных движениях, при переходе теснин[6], при укрытии от взора неприятеля и тому подобное (противоположное — лава).
- в играх и кулачных боях играющие делились на две ватаги[4].
- в Курском крае — стадо овец, телят, мелкого скота, ота́ра[1].

## История ватаг на Каспийском море
Устройство ватаг на берегах Каспийского моря регулировалось правилами, изложенными в «Уставе каспийских рыбных и тюленьих промыслов 27 мая 1865 года», дополненном правилами 4 июня 1871 года (Приложение к ст. 434 Устава Сельского Хозяйства, Св. Законов т. XII, ч. 2, по изд. 1886 г.).
В 1865 году берега Каспийского моря, морских заливов и ильменей, а равно и берега островов, на всем пространстве, предоставленном вольному промыслу, были объявлены свободными для пристанища ловцов и устройства ватаг на одну версту, начиная с заплесков при самой высокой воде. Исключение было допущено лишь для тех участков той прибрежной полосы, которые до 1865 года принадлежали частным лицам и по каким-нибудь причинам не подверглись экспроприации на основании Устава 1865 года. На таких участках в полной собственности прежних владельцев было оставлено по одной квадратной версте на каждую устроенную там в то время ватагу. На прибрежной полосе, предоставленной в общее пользование, участки под устройство ватаг отводились астраханским управлением рыбных и тюленьих промыслов в размере четверти квадратной версты, сроком на 24 года, с платежом ежегодного оброка в казну.
Положением комитета министров от 11 декабря 1887 года отвод рыбопромышленникам участков под ватаги был временно приостановлен, и было предписано не заключать контракты в тех местах береговой полосы Каспийского моря, где существование ватаг могло быть признано министром государственных имуществ вредным для рыбопромышленности. Мера эта была принята потому, что на ватагах стали устраиваться для рыбной ловли разного рода приспособления (ватажные забойки), благодаря которым хищнически расточались рыбные богатства.